# Bouctouche 16
Pour les articles homonymes, voir Bouctouche (homonymie).
Bouctouche 16 est une réserve indienne canadienne située dans le Kent, à l'est du Nouveau-Brunswick.

## Toponyme
Bouctouche dérive du mot micmac Chebooktoosk, qui signifie « grand petit havre ». Selon certaines sources, il serait plutôt un diminutif du nom Richibouctou, aussi d'origine micmacque. Le nom est aussi associé au micmac buktw, qui signifie « feu ». En 1903, Michaud a émis l'hypothèse que le nom serait plutôt celui d'un chef micmac. Le nom est orthographié Buctouche 16 en anglais. Son orthographe micmaque est aujourd'hui Puktusk.

## Géographie

Carte de Bouctouche.

Le village est situé à 40 kilomètres au nord de Moncton, dans le pays de Gédaïque, sur la rive gauche (nord) de la rivière Bouctouche.

### Géologie
Le sous-sol de Bouctouche est composé principalement de roches sédimentaires du groupe de Pictou datant du Pennsylvanien (entre 300 et 311 millions d'années).

## Histoire
La réserve est établie le 1er novembre 1810 mais réduite en superficie en 1823.
En 1825, le territoire est touché par les Grands feux de la Miramichi, qui dévastent entre 10 000 km2 et 20 000 km2 dans le centre et le nord-est de la province et tuent en tout plus de 280 personnes,.

## Économie
Entreprise Kent, membre du Réseau Entreprise, a la responsabilité du développement économique.

## Administration

### Représentation et tendances politiques
Nouveau-Brunswick: Bouctouche 16 fait partie de la circonscription provinciale de Kent, qui est représentée à l'Assemblée législative du Nouveau-Brunswick par Shawn Graham, ancien premier ministre du Nouveau-Brunswick. Il fut élu en 1999 puis réélu en 1999, en 2003, en 2006 et en 2010.
 Canada: Bouctouche 16 fait partie de la circonscription fédérale de Beauséjour. Cette circonscription est représentée à la Chambre des communes du Canada par Dominic LeBlanc, du Parti libéral.

## Vivre à Bouctouche
L'église St. Ann est une église catholique romaine faisant partie de l'archidiocèse de Moncton. Le bureau de poste et le détachement de la Gendarmerie royale du Canada les plus proches sont situés à Bouctouche.